# 翼 (アルバム)
『翼』（つばさ）は、2002年4月17日に発売された谷山浩子の通算28作目のアルバムである。 

## 概要
前年9月にアメリカ・ニューヨークにて同時多発テロ事件が起きており、「学びの雨」と「ゆりかごの歌」はその事件の後に制作された。「学びの雨」はテレビで報道されたアフガニスタンの子供たちの姿に谷山が感動したことから制作された。谷山がデザイナーに「学びの雨」の制作の経緯を話した結果、アルバムジャケットに子供の顔の写真が採用されたという。
「星より遠い」は沢田聖子への提供曲で、沢田バージョンが本作の後にリリースされた。「パタパタ」では、谷山が楽曲提供・プロデュースを手がけてきた岩男潤子が作詞を担当している。
「ウミガメスープ」は、ルイス・キャロルの童話『不思議の国のアリス』に登場する詩を矢川澄子が訳したものに、谷山が曲を付けたものである。後にkanon×kanonが、シングル『カレンデュラ レクイエム』のカップリング曲としてカバーしている。

## 収録曲
1. 学びの雨
作詞・作曲：谷山浩子、編曲：石井AQ・谷山浩子
2. 星より遠い
作詞・作曲：谷山浩子、編曲：石井AQ・谷山浩子
3. 人がたくさんいる
作詞・作曲：谷山浩子、編曲：石井AQ・谷山浩子
4. パタパタ
作詞：岩男潤子、作曲：谷山浩子、編曲：石井AQ・谷山浩子
5. 向こう側の王国
作詞・作曲：谷山浩子、編曲：石井AQ・谷山浩子
6. ウミガメスープ
作詞：ルイス・キャロル（日本語詞：矢川澄子）、作曲：谷山浩子、編曲：石井AQ・谷山浩子
7. 電波塔の少年
作詞・作曲：谷山浩子、編曲：石井AQ・谷山浩子
8. 洗濯かご
作詞・作曲：谷山浩子、編曲：石井AQ・谷山浩子
9. ゆりかごの歌
作詞・作曲：谷山浩子、編曲：石井AQ・谷山浩子
10. カタツムリを追いかけて
作詞・作曲：谷山浩子、編曲：石井AQ・谷山浩子